# Sónia Jardim
Sónia Jardim (Lisboa, 18 de abril de 1973), também conhecida como Miss Garden, é uma escritora e filantropa portuguesa, com nacionalidade cabo-verdiana, tendo em Cabo Verde as suas raízes, a sua mátria. O seu primeiro livro, Família Jardim - O Segredo, foi publicado em 2011 em Portugal, Cabo Verde e França. A este, seguiram-se As Aventuras de Cety Na Ilha de Santo Antão, As Mulheres da Ilha de Santa Luzia - Cabo Verde Misterioso e a coletânea de poemas Os Ais da Alma assinada com o pseudónimo Miss Garden, todos muito bem recebidos pela crítica e pelo público.

## Biografia
Sónia Jardim nasceu em Lisboa, cidade capital de Portugal. Filha de pais extremosos que a encorajaram a seguir os seus sonhos, já aos sete anos se via o brilhante futuro literário que tinha pela sua frente, pois foi com esta idade que ganhou o seu primeiro prémio literário com o conto Grinalda.
Terminou a sua licenciatura em Gestão e Administração de Empresas pela Universidade Católica Portuguesa de Lisboa em 1996. Consultora financeira e analista de risco em diversas empresas (Ernst & Young, JD Edwards e Cosec), acabou por se dedicar às suas verdadeiras paixões, a escrita e a investigação.

## Carreira literária
Por muitos considerada a diva escritora de génio, luso-tropical. A investigação é sempre a peça basilar da sua escrita, que nos leva por mundos maravilhosos, sejam eles imaginários ou verdadeiros. O seu romance histórico Família Jardim – O Segredo, resultado de treze anos de investigação, foi um verdadeiro sucesso, esgotando, de imediato, a 1ª edição, com lançamentos em Portugal, Cabo Verde e França. É uma obra de grande interesse sociológico e retrata a história da família da autora no país que a mesma considera ser a sua mátria, Cabo Verde. Em 2015, a autora lançou um livro dirigido  ao público infantojuvenil, As Aventuras de Cety na Ilha de Santo Antão. Contudo, a peça basilar desta obra continua a ser a investigação. A história de Cety, uma menina traquinas que nasceu na Ponta do Sol, em Cabo Verde, e a escritora dá-nos a conhecer as vivências desta menina, as suas traquinices, as suas brincadeiras, os seus receios, as tradições e celebrações vividas em Cabo Verde e Portugal. Seguiram-se As Mulheres da Ilha de Santa Luzia – Cabo Verde Misterioso, um estrondoso sucesso. Um estudo exaustivo e inédito sobre a ilha de Santa Luzia, estudo que recua até ao século XVI e abrange as mais variadas vertentes, tanto históricas como de património natural e místico. A presença judaica em Cabo Verde desde a descoberta do arquipélago e a História do povo judaico, no mundo, desde o século V a.C. Mistérios, magia, feitiçaria, superstições, pessoas e locais mágicos, fenómenos sobrenaturais… Em conjunto com a obra referida anteriormente, a escritora lançou um livro de poemas, Os Ais da Alma, sob o pseudónimo de Miss Garden. Um livro de poesia que ecoa no ser humano de uma forma muito diferente e marcante, onde Miss Garden oferece, aos seus leitores, uma viagem por oitenta e seis poemas "casados" em oito capítulos. Estes enaltecem a Mulher, a Vida, o Amor, a Natureza, o Natal, Seres Especiais, Cabo Verde, Compositores, Músicos e Cantores cabo-verdianos... 

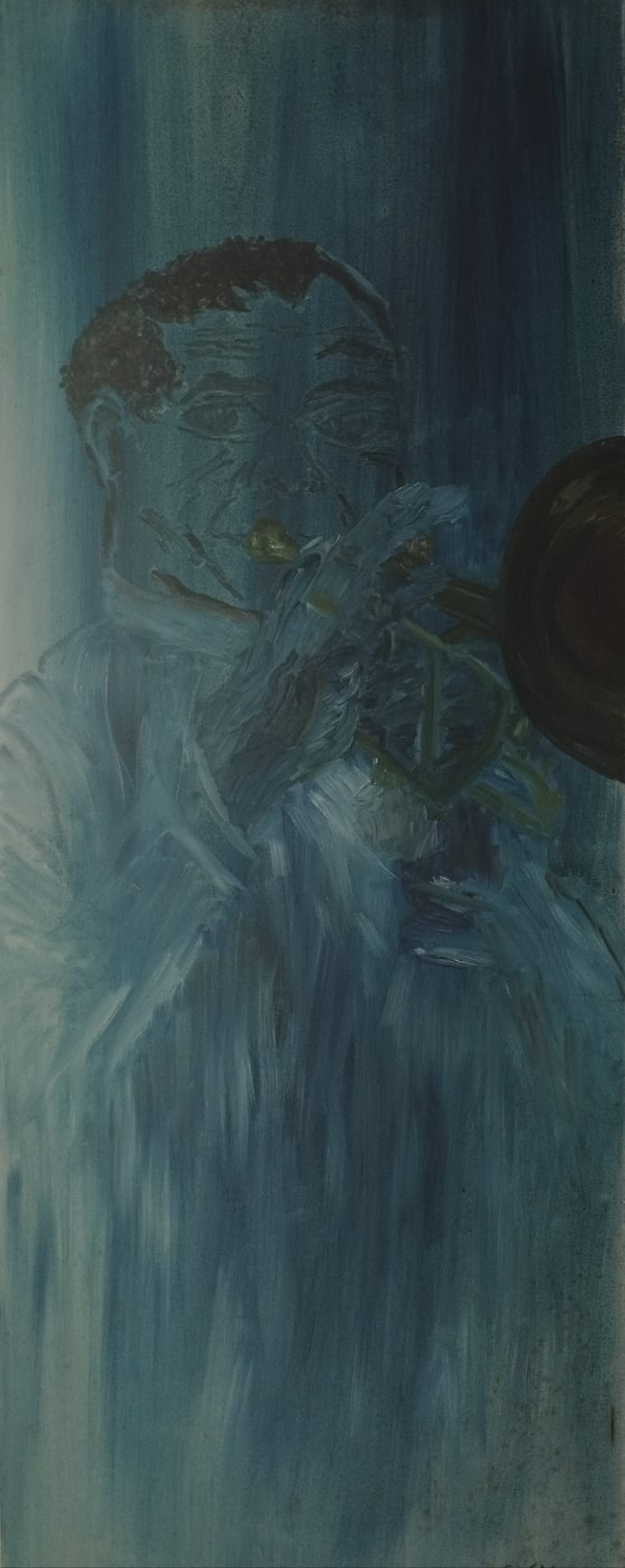
Obra que valeu a Sónia Jardim uma menção honrosa

Quando questionada sobre a sua escrita e o papel dos livros na sua vida, a escritora respondeu com as palavras de Edmondo Amicis:
“Coragem… pequeno soldado do imenso exército. Os teus livros são as tuas armas, a tua classe é a tua esquadra, o campo de batalha é a terra inteira, e a vitória é a civilização humana"
 Na mesma entrevista foi questionada sobre o seu estilo e ritmo de escrita, à qual respondeu que 
“A escrita é um verdadeiro prazer, a confluência de todos os polos que concorre fortemente para o equilíbrio de todo o meu ser. A investigação é a peça basilar da minha escrita e esta permite o fortalecimento da primeira. Nesta perspectiva, os meus livros baseiam-se sempre em factos reais e, com uma forte base investigacional, têm pouca componente ficcional. Acentuo o espírito dos lugares, das pessoas, da terra através da paisagem, do social, do arquitetónico… E o mistério, o segredo envolve sempre a minha escrita… Com caneta na mão – ou não – as palavras presenteiam constantemente o meu cérebro e, neste sentido, também escrevo crónicas e poemas."

### Sónia Jardim e a Pintura
A pintura tem um lugar especial no coração da escritora, tendo esta já produzido várias obras de pintura. Participou num concurso de pintura organizado pela Fundação Claude Monet, em Giverny, onde recebeu uma menção honrosa. No seu livro infanto-juvenil As Aventuras de Cety Na Ilha de Santo Antão conciliou a pintura com a escrita, sendo as ilustrações da sua autoria.

## Filantropia na vida da autora

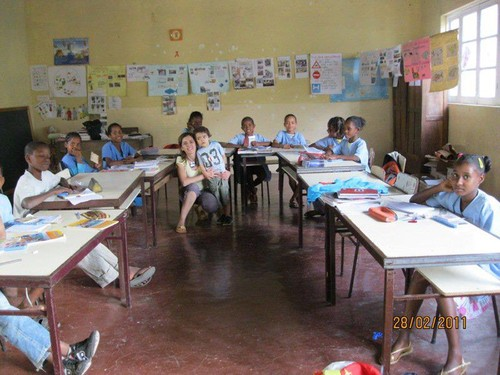
Sónia Jardim, em 2011, com os alunos da Escola de Ana Anunciação Jardim

A responsabilidade social assume uma componente essencial na sua vida e é madrinha de uma escola primária na ilha de Santo Antão, em Cabo Verde. A autora também envia donativos, em produtos e serviços, para os mais carenciados, quer seja para Portugal ou para outros países necessitados.

## Livros
| Ano  | Título                                                     | Editora                                                   |
| ---- | ---------------------------------------------------------- | --------------------------------------------------------- |
| 2011 | Família Jardim - O Segredo                                 | Instituto da Biblioteca Nacional e do Livro de Cabo Verde |
| 2015 | As Aventuras de Cety Na Ilha de Santo Antão                | Edição de Autor                                           |
| 2019 | As Mulheres da Ilha de Santa Luzia - Cabo Verde Misterioso | Arte Nascente EDITORA                                     |
| 2019 | Os Ais da Alma                                             | Arte Nascente EDITORA                                     |